# Xã Harrison, Quận Ross, Ohio
Xã Harrison (tiếng Anh: Harrison Township) là một xã thuộc quận Ross, tiểu bang Ohio, Hoa Kỳ. Năm 2010, dân số của xã này là 1.320 người.